# American Battlefield Protection Program
Le programme de protection des champs de bataille américains (ABPP – American Battlefield Protection Program) est un programme du gouvernement fédéral des États-Unis créé par le secrétaire de l'Intérieur en 1991, avec pour objectif la préservation des champs de bataille historiques aux États-Unis. En 1996, le congrès introduit dans le droit la « loi de protection des champs de bataille américains », qui a officiellement autorisé l'ABPP. Le programme fonctionne grâce à l'autorisation du programme de protection des champs de bataille américains à partir de 2009.
Le programme de protection des champs de bataille américains (ABPP) favorise le maintien d'importants champs de bataille historiques associés à des guerres sur le sol américain. Les objectifs du programme sont :
1. de protéger les champs de bataille et des sites associés à des conflits armés qui ont influencé le cours de l'histoire américaine,
2. d'encourager et d'aider tous les Américains dans la planification de la conservation, de la gestion et de l'interprétation de ces sites, et
3. de les sensibiliser à l'importance de préserver les champs de bataille et des sites connexes pour les générations futures.

L'ABPP se concentre principalement sur l'utilisation des terres, les ressources culturelles et la gestion des sites, la planification, et l'éducation du public.

## Études de préservation des champs de bataille
Sous la direction du congrès, le programme de protection des champs de bataille américains identifie régulièrement, étudie et évalue les besoins de conservation de sites liés à la révolution américaine, la guerre de Sécession et la guerre de 1812.
En plus de ces études, l'ABPP (en) « entreprend ou prend en charge » l'identification, l'étude et l'évaluation de nombreuses autres batailles associées à d'autres guerres, allant des rencontres de contact du XVIe siècle aux actions de la Seconde Guerre mondiale dans le Pacifique.

### Mises à jour État par État du rapport de la commission consultative des sites de la guerre de Sécession (2011)
Le congrès autorise la (en) « loi de 2002 relative à la préservation des champs de bataille de la guerre de Sécession » [PDF] chargeant le programme de protection des champs de bataille américains de la production d'une mise à jour du (en) « rapport de 1993 de la commission consultative des sites de la guerre de Sécession sur les champs de bataille nationaux de la guerre de Sécession ». Le congrès exige que la mise à jour s'occupe :
1. des activités de conservation menées sur les champs de bataille depuis 1993,
2. des changements par rapport à l'état des champs de bataille depuis 1993 et
3. de tous autres faits pertinents concernant les champs de bataille depuis 1993.

Le programme de protection des champs de bataille américains produit (en) « 25 rapports de mise à jour, par État ». Le but des rapports est de présenter de l'information sur les champs de bataille de la guerre de Sécession à l'usage du congrès, de l'État fédéral et des organismes gouvernementaux locaux, des propriétaires fonciers et des autres groupes d'intérêt afin de leur permettre d'agir rapidement et de manière proactive pour préserver et protéger d'importants champs de bataille de la guerre de Sécession nationaux ; et de créer des partenariats entre l'État et les collectivités locales, les entités régionales et le secteur privé afin de préserver, de conserver et d'améliorer à les champs de bataille de la guerre de Sécession d'intérêt national significatif.

### Étude de la guerre d'indépendance et de la guerre de 1812 (2007)
Le congrès autorise l'(en) « étude de la conservation historique de la guerre de la révolution et de la guerre de 1812 » [PDF] en 1996 parce que de nombreux sites historiques de la guerre d'indépendance américaine et de la guerre de 1812 sont exposés au risque lié au développement urbain ou suburbain rapide. Les objectifs de l'étude sont :
1. de rassembler les informations au sujet de l'importance, de l'état actuel, et les menaces contre les sites de la guerre de la révolution et de la guerre de 1812 ;
2. de présenter les solutions pour la conservation et l'interprétation des sites.

Le programme de protection des champs de bataille américains a identifié et documenté 677 lieux importants associés à la guerre d'indépendance et de la guerre de 1812. Le (en) « rapport au Congrès sur la préservation du patrimoine historique de la guerre de la révolution et de la guerre de 1812 aux États-Unis » [PDF] de 2007 a présenté de l'information sur les champs de bataille à risque de la guerre d'indépendance et de la guerre de 1812 et les propriétés associées pour examen par le gouvernement fédéral, de l'État, des tribus, des municipalités, des entités à but non lucratif, et privées.

### Champs de bataille de la guerre américano-mexicaine (2004)
Le (en) « système d'information géographique des ressources culturelles » (CRGIS) du service des parcs nationaux entreprend, au nom du programme de protection des champs de bataille américains, une étude des champs de bataille significatifs de la guerre américano-mexicaine aux États-Unis. Le CRGIS a identifié treize champs de bataille en Californie, au Nouveau-Mexique et au Texas. Chaque champ de bataille est documenté, les frontières du champ de bataille ont été tracées, et chaque site a été évalué au point de vue des menaces, de son intégrité, et de ses besoins de conservation. Le CRGIS a présenté des cartes et des évaluations finales pour chaque champ de bataille au programme de protection des champs de bataille américains en 2004.

### Rapport de la commission consultative de la guerre de Sécession sur les champs de bataille de la guerre de Sécession de la Nation (1993)
Le congrès met en place la (en) « commission consultative des sites de la guerre de Sécession » [PDF] en 1990 pour identifier les emplacements de la guerre de Sécession, déterminer leur état, évaluer les menaces contre leur intégrité, et proposer des alternatives pour leur préservation et leur interprétation. En raison de contraintes de temps et de ressources, la commission se concentre sur les champs de bataille en tant que points focaux de la guerre de Sécession, et de nombreuses décisions contemporaines de préservation.
La commission identifient (en) « 384 champs de bataille » en tant que batailles principales de la guerre et les classe en fonction de leur importance historique. Les champs de bataille sont étudiés et évalués pour l'intégrité du paysage, les menaces et les besoins de conservation. Un (en) « rapport final » est présenté au Congrès en 1993. La commission s'éteint en 1993, cependant, le programme de protection des champs de bataille américains continue de mettre en œuvre les parties de la mission de la Commission et les recommandations.

### Étude de la vallée de la Shenandoah (1992)
En 1990, le congrès américain (en) « autorise une étude » [PDF]des sites la guerre de Sécession dans la vallée de la Shenandoah, en Virginie. L'étude doit réaliser quatre tâches : identifier des emplacements de la guerre de Sécession et déterminer leur état, établir leur importance relative, évaluer à court et à long terme les menaces à leur intégrité, et fournir des solutions de rechange pour leur préservation et leur interprétation par le gouvernement fédéral, par l'État, et par les collectivités locales, ou par d'autres entités publiques ou privées.
L'étude définit la vallée de la Shenandoah comme composée de huit comtés de Virginie - Augusta, Clarke, Frederick, Highland, Page, Rockingham, Shenandoah, et Warren. Quinze batailles d'importance majeure sont identifiées et documentées, et un (en) « rapport final » détaillant l'intégrité du paysage de chaque champs de bataille et les besoins de préservation est présenté au congrès en 1992.

## Subventions
Le programme de protection des champs de bataille américains administre deux programmes de subvention :
- Les (en) « subventions de planification des champs de bataille » sont accordées chaque année à des groupes, des institutions, des organisations ou des gouvernements qui ont des projets de conservation tels que l'identification de site et de la documentation, de la planification et l'obtention d'un consensus, ou de l'interprétation et de l'éducation à des champs de bataille historiques. Tout champ de bataille sur le sol américain est admissible à cette subvention. Depuis 1993, l'ABPP et ses partenaires ont aidé à protéger et à améliorer de plus de 100 champs de bataille par le co-parrainage de 513 projets de subvention dans 42 États et territoires. L'ABPP encourage, mais ne demande pas, de contrepartie en nature ou de services pour ces projets.
- Les (en) « subventions pour l'acquisition de terrain des champs de bataille de la guerre de Sécession » sont accordées pour les administrations des États et les collectivités locales pour l'acquisition de terrain de champ de bataille de la guerre de Sécession, ou pour l'acquisition d'intérêts protecteurs permanents (servitudes) de terrain de champ de bataille de la guerre de Sécession. Chaque subvention nécessite son équivalent en dollar, non fédéral, pour être accordée. Seuls les champs de bataille répertoriés dans le (en) « rapport de 1993 de la commission consultative des sites de la guerre de Sécession »(CWSAC) sont éligibles à cette subvention.

## Définitions
Afin de se concentrer étroitement sur les terrains des champs de bataille et leurs propriétés associées, le programme de protection des champs de bataille américains a développé le programme de définitions spécifiques pour les deux types de propriétés qui aident à répondre à leur mission de promotion de conservation des champs de bataille. Les définitions sont les suivantes :
- Terrain d'un champ de bataille - Sites où un conflit armé, des combats, ou une lutte se sont produits entre deux organisations militaires opposées ou des forces reconnues comme telles par leurs cultures respectives (pas des troubles civils).
- Sites associés - Sites occupés avant, pendant, ou après une bataille à laquelle les événements sont survenus qui ont eu une influence directe sur le développement tactique de la bataille ou l'issue de la bataille. Un site doit être associé à une bataille afin d'être considéré comme un « site associé ».

## Méthodologie de l'étude des champs de bataille
Au cours des 20 dernières années, le programme de protection des champs de bataille américains a mis au point et affiné une méthodologie pour l'identification et la cartographie des paysages des champs de bataille. La méthodologie consiste à appliquer les concepts de l'analyse de terrain militaire à un champ de bataille pour identifier son terrain ; identifier les caractéristiques qui définissent un champ de bataille ; élaborer la zone d'étude et de la base pour délimiter les limites historiques d'un champ de bataille ; et évaluer l'intégrité du paysage (zones d'intégrité) en utilisant le bulletin 40 du Registre national des lieux historiques : (en) « lignes directrices pour l'identification, l'évaluation et l'inscription comme champ de bataille historique d'Amérique ».

### Analyse de terrain militaire
L'analyse de terrain militaire est un processus utilisé par les militaires, à la fois pour décrire le relief du champ de bataille, et pour analyser l'importance du terrain. Par l'étude de l'importance militaire du terrain, une personne peut identifier le champ de bataille historique « caché » dans le paysage moderne. Le terrain est analysé à l'aide de cinq aspects clés (communément appelé par différents acronymes tels que KOCOA, OAKOC, et OCOKA) :
- Terrain clé/Terrain décisif (K)
- Observation et champs de tir (O)
- Camouflage et couverture (C)
- Obstacles (O)
- Voies d'approche/Retraite (A)

#### Terrain clé et décisif
- Terrain clé ~ tout terrain qui, lorsqu'il est contrôlé, donne un avantage marqué à l'un des combattants. Deux facteurs clés du terrain peuvent être : comment un commandant choisit de l'utiliser, et si son ennemi peut l'utiliser pour vaincre les forces du commandant.

Le terrain clé offre généralement le contrôle d'un local d'objectif ou d'une importante voie de transport. Exemples : un terrain élevé, avec une bonne observation et des champs de tir ; un point d'étranglement de transport comme un franchissement de cours d'eau, un col de montagne, ou carrefour
- Terrain décisif ~ aussi appelé terrain critique. Sol qui doit être contrôlé afin d'accomplir avec succès la mission. Le terrain décisif terrain est relativement rare et n'est pas nécessairement associé au déroulement de l'action ou de présent dans chaque situation. Le terrain est identifié comme décisif lorsqu'il est reconnu que la mission dépend de la capture ou de la conservation.

Il peut y avoir plusieurs terrains clés dans une zone d'opération, cependant, toutes le missions n'ont pas de terrain décisif.

#### Observation et champ de tir
- Observation ~ la capacité de voir les forces amies et ennemies et les principaux aspects de la configuration du terrain afin de juger de la force, d'empêcher l'effet de surprise, et de répondre à des menaces.

L'observation peut être à l’œil nu- dans quelle mesure on peut voir à partir d'une position à l'œil nu, ou aidé - recherchant d'une position à l'aide de jumelles, à infrarouge, des instruments de vision nocturne, d'appareil d'imagerie thermique, etc.
- Champ de tir ~ une zone que les armes peuvent couvrir/trier sur efficacement à partir d'une position donnée. Un champ de tir d'une personne ou d'une unité est directement liée à l'observation.
- Espace mort ~ une zone à l'intérieur de la portée maximale de l'arme ou de l'observateur, qui ne peut être couverte ou vue à partir d'une position particulière.

#### Couverture et camouflage
- Couverture ~ protection contre le tir de l'ennemi. Exemple - fossés, berges de rivières, bâtiments, murs, retranchements
- Camouflage ~ protection contre l'observation et la surveillance de l'ennemi. Exemple - forêts, ravins, zones de végétation dense, pentes opposées

Le camouflage et la couverture limitent l'observation et le champ de tir.

#### Obstacles
- Obstacles ~ caractéristiques naturelles ou construite pas l'homme qui empêche, entrave ou détourne un mouvement militaire

Il y a deux catégories d'obstacles : existant et renforçant
Les obstacles existants sont déjà présents sur le champ de bataille et n'ont pas été placés dans un effort militaire. Ils peuvent être naturels (marais, forêts, rivière) ou culturels (ville, chemin de fer, pont).
Les obstacles renforçants sont placés sur le champ de bataille dans un effort militaire et sont conçus pour renforcer le terrain. Les obstacles renforçants comprennent des choses comme des retranchement, des ouvrages et des abatis.
La présence et la difficulté des obstacles déterminent si le terrain est :
- Libre - plutôt ouvert et ne présente pas de frein au mouvement au sol
- Restreint - entrave le mouvement au sol. Peu d'effort est nécessaire pour améliorer la mobilité
- Sévèrement restreint - terrain défavorable
- Complexe - comprenant l'un ou plus des cas ci-dessus

#### Voie d'approche/Retrait
- Voie d'approche ~ route au sol relativement non obstruée qui mène à un objectif ou à un terrain clé
- Voie de retrait ~ route au sol relativement non obstruée qui permet de partir d'un objectif ou d'un terrain clé
- Corridor de mobilité ~ zone où le mouvement est orienté en raison des restrictions du terrain, c'est-à-dire route sur une chaussée, col de montagne

La taille d'une attaque qui attaque est limitée par la largeur et la difficulté de ses voies d'approche.

### Caractéristiques déterminantes
Une fois que la zone générale du champ de bataille est identifiée, l'étape suivante est d'identifier les caractéristiques qui sont associées à la bataille et qui aident à définir le paysage global du champ de bataille.
Les caractéristiques du champ de bataille se composent des caractéristiques naturelles du terrain, les caractéristiques artificielles, et les noms des lieux utilisés dans les descriptions de la bataille ou sur les cartes historiques où peuvent avoir eu lieu des actions significatives ou des événements associés à la bataille. Un exemple de caractéristique d'un champ de bataille peut être un lieu telle qu'une ville ou une ferme ; une structure telle qu'une usine, une maison ou une église, une route, un bois, un ouvrage en terre ou un terrain de ferme , ou une caractéristique naturelle du terrain comme un cours d'eau, une crête, une colline, un gué ou un ravin.
Les caractéristiques déterminantes sont les caractéristiques qui, en plus d'être trouvées dans les descriptions de batailles et sur les cartes historiques, peuvent être visuellement localisées sur le paysage moderne ou sous la surface du paysage (vestiges archéologiques). C'est une distinction importante car les caractéristiques déterminantes doivent être justifiables sur le plan topographique. Toute entité dont l'existence peut être vérifiée à l'aide de preuves physiques peut être cartographiée en tant que caractéristique déterminante. Les caractéristiques qui n'existent plus au-dessus ou au-dessous de la surface et n'ont donc aucune trace physique sont toujours considérées comme des caractéristiques de la bataille, mais elles ne sont pas cartographiées en tant que caractéristiques déterminantes.
Les caractéristiques déterminantes ne définissent pas seulement le champ de bataille dans le paysage, mais servent également à pointer des événements de la bataille à des endroits identifiables. Ils aident à établir des frontières légitimes et historiquement justifiables autour d'un paysage de champ de bataille et sont des ressources historiques légitimes qui sont soutenues par des preuves historiques et des sources. La recherche et la cartographie des caractéristiques déterminantes permettent de s'assurer que le champ de bataille est défini de manière aussi objective que possible et reflète avec précision toute l'étendue du champ de bataille sur le paysage moderne.

### Limites du champ de bataille

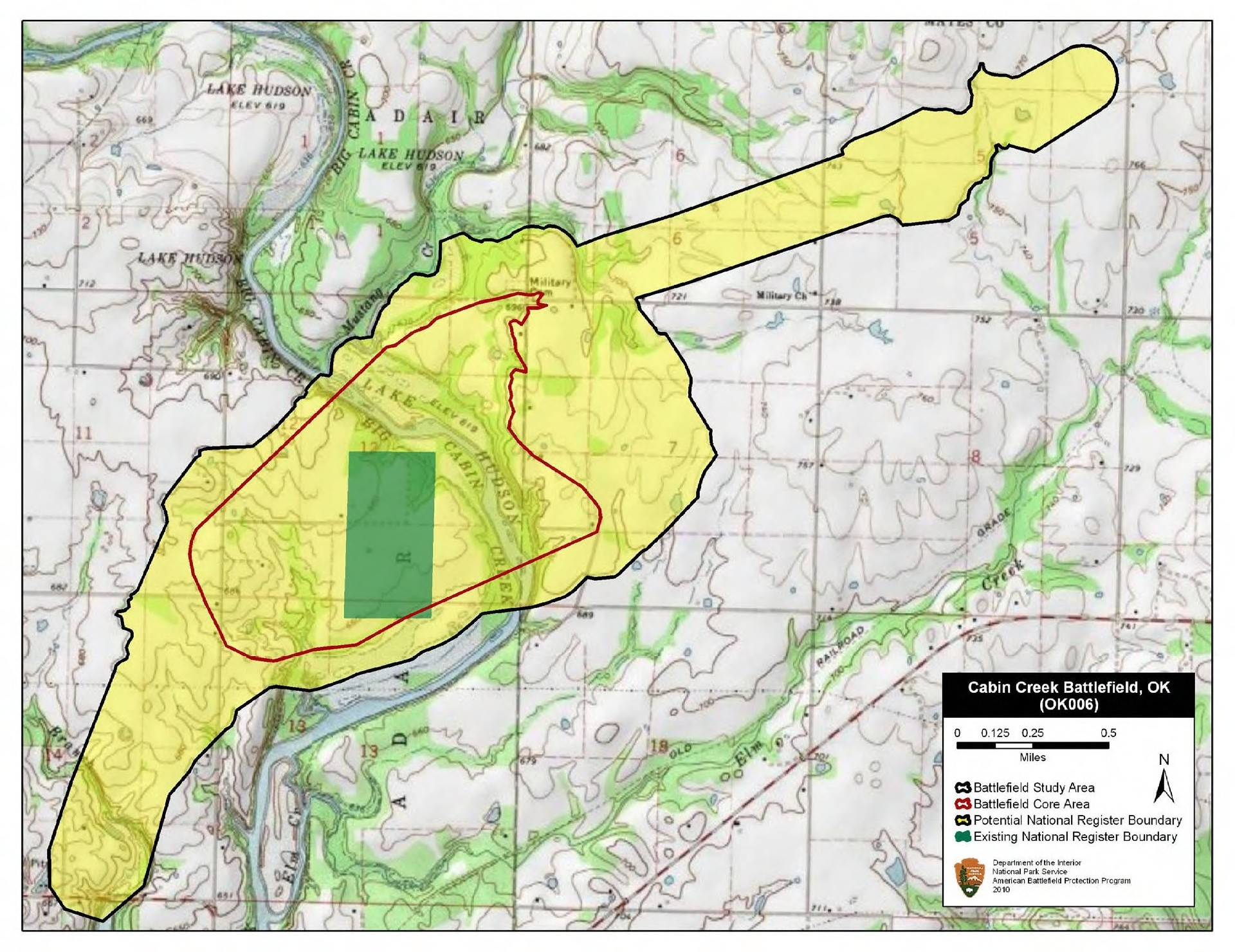
Carte de la bataille de Cabin Creek montrant les limites du champ de bataille.

Les limites de l'étude et de la zone centrale délimitent l'étendue historique d'un champ de bataille. Les limites du POTNR délimitent les zones de l'étude et les zones centrales qui conservent leur intégrité et restent encore préservées. Les limites de l'étude et de la zone centrale définissent le « paysage historique » du champ de bataille tandis que les zones qui conservent leur intégrité définissent le « paysage moderne ». Par exemple, si un champ de ferme particulier était important pendant la bataille, mais qu'il est maintenant couvert par un lotissement, il serait toujours inclus dans une limite de base ou zone d'étude parce que le champ agricole précise l'histoire de la bataille. Ce même champ de ferme, cependant, ne serait pas considéré pour être inclus dans une limite de POTNR parce qu'il n'a plus d'intégrité (c'est-à-dire qui donne un sens de la scène historique) et qu'il ne reste plus rien du champ de ferme original à préserver.
Lors du relevé d'un champ de bataille, les zones d'étude et de base sont identifiées en premier, puis les portions de ces zones qui conservent leur intégrité (POTNR) sont identifiées et délimitées.

#### Limites du champ de bataille
La limite du champ de bataille (anciennement connue sous le nom de zone d'étude) définit le contexte tactique et le cadre visuel et reflète l'étendue historique de la bataille telle qu'elle s'est déroulée dans le paysage. La zone d'étude contient toutes les ressources et liées ou contribuant à l'événement de combat : où les troupes ont manœuvré et se sont déployées, immédiatement avant, pendant et après le combat, et où elles se sont battus pendant le combat. La zone d'étude comprend également tous les emplacements et toutes les caractéristiques géographiques qui ont directement contribué au développement et à la fin de la bataille (caractéristiques déterminantes).
Les limites du champ de bataille comprend les éléments suivants :
- Zones de base du combat (voir zone de base ci-après) ;
- Escarmouche préliminaire mineure si elle a mené directement à la bataille ;
- Itinéraires d'approche et de retraite des unités militaires. Ceux-ci devraient être dessinés comme des couloirs le long des routes si le mouvement était limité à une route, sinon ils devraient être dessinés comme des couloirs le long du paysage si ces couloirs sont connus. Afin de normaliser les couloirs de circulation le long des routes, les routes d'infanterie sont dessinés avec un larguer de 200 yards (183 m) et les routes de cavalerie sont avec une largeur de 400 yards (366 m). Ces largeurs représentent à peu près la façade d'un régiment moyen ;
- Zones de manœuvre et emplacements des unités déployées sur le terrain, même si ces unités n'ont pas été engagées ;
- Routes et emplacements de toutes les unités retenues ou envoyées hors de portée des combats (par exemple, en reconnaissance) pendant la bataille. Les unités qui ont été engagées dans des combats contre des forces ennemies parce qu'elles ont été retenues ou expédiées hors de portée devraient être incluses dans une zone de base ;
- Escarmouche post-bataille mineure si elle faisait partie d'une retraite plus importante ;
- Caractéristiques géographiques qui contribuent au flux de la bataille (montagnes, ravins, collines, rivières, etc.) ;
- Campements (s'ils faisaient partie de la position initiale des forces attaquantes / défensives) ;
- Zones logistiques - c'est-à-dire emplacements des trains de munitions, des hôpitaux, des quartiers généraux, des dépôts de ravitaillement.

La limite du champ de bataille est limitée par le flux immédiat de la bataille après qu'un camp ou un autre se soit déplacé pour lancer le combat. Par exemple, si une unité quitte ses campements pour attaquer l'ennemi, il est approprié d'inclure les campements et les voies d'approche dans la zone d'étude comme position initiale de la force attaquante. La route de la marche de la veille pour atteindre ces campements ne serait cependant pas incluse.
La limite du champ de bataille se termine là où les forces adverses se sont désengagées et se sont retirées. Les raisons du désengagement peuvent comprendre l'obscurité ou des conditions météorologiques défavorables, la poursuite d'une force en retraite étant stoppée par une action d'arrière garde, des ordres de désengagement reçus ou une force accomplissant son objectif et choisissant de ne pas poursuivre son ennemi en retraite. Les itinéraires de retraite se terminent là où, logiquement, on ne s'attend pas à ce que les combattants se retournent et continuent à s'engager dans la bataille.
Il n'y a qu'une seule limite de champ de bataille contiguë par champ de bataille. La limite du champ de bataille est généralement tracée, dans la mesure du possible, pour suivre les caractéristiques naturelles et les contours identifiés sur les cartes quadrangulaires USGS de 7,5 minutes.

#### Limites de la zone de base
La zone de base d'un champ de bataille est la zone de combat direct sur le champ de bataille. Une zone de base comprend les terres critiques où les combats ont eu lieu et où les pertes ont été infligées. Il peut y avoir plusieurs limites de zone de base sur un champ de bataille, mais toutes doivent tomber entièrement dans les limites du champ de bataille. À noter lorsqu'on dessine des limites de la zone centrale :
- En règle générale, la position de toute unité qui a fait feu ou qui a été attaquée est incluse dans les limites de la zone de base ; cependant, une escarmouche mineure le long des routes d'approche ou de retraite n'est pas incluse, car elle nuit aux zones de combat principales. Elle est cependant incluse dans la limite plus grande de la zone d'étude.
- Les unités retenues ou envoyées hors de portée ne sont généralement pas incluses dans les limites de la zone de base, sauf si elles ont été envoyées hors de portée, ce qui les a amenées à se battre contre des forces adverses.

Par exemple, une unité a été envoyée, pendant la bataille, pour vérifier des rapports de forces ennemies situées à un endroit éloigné de la zone de combat principale. Si aucune force ennemie n'a été trouvée ou engagée, les mouvements de l'unité de et vers la zone principale de combat seraient inclus dans la limite de la zone d'étude. Cependant, si l'unité a trouvé et a engagé des forces opposées, l'action serait considérée comme un combat direct et recevrait sa propre limite de zone de base.
Les positions d'artillerie ne sont généralement pas incluses dans les limites de la zone centrale à moins qu'elles ne soient attaquées, qu'elles ne fournissent un appui feu ou qu'elles ne soient directement engagées dans des combats contre des forces adverses.
Par exemple, si les canons étaient massés pour couvrir une route et que leur position entraînait un engagement par des tirs de canon ou une attaque directe contre les canons, alors la position serait incluse dans la limite de la zone de base. Si, cependant, les canons n'étaient pas engagés mais que leur simple présence a fait que la force adverse s'est déplacée sur une route différente, leur position serait considérée comme jouant un rôle stratégique dans la bataille globale et serait incluse dans la plus grande limite du champ de bataille.
Les limites de la zone de base sont généralement tracées, lorsque cela est possible, pour suivre les caractéristiques naturelles et les contours identifiés sur les cartes quadrangulaires USGS 7,5 minutes ;

#### Limites POTNR
« L'intégrité est la capacité d'une propriété à transmettre sa signification »(NRHP Bulletin 40).
Contrairement aux limites des champs de bataille et des zones de base, qui reposent uniquement sur l'interprétation des événements historiques (paysage historique), les limites des zones d'intégrité, également appelées limites du registre national potentiel, reposent sur une évaluation de l'intégrité du paysage actuel (paysage moderne) en utilisant les lignes directrices décrites dans le (en) « National Register Bulletin 40 ». Les limites dessinées autour de ces zones englobent des terrains qui conservent leur intégrité historique et qui sont déjà préservées ou pourraient être préservées à l'avenir. Ces limites doivent tomber entièrement dans les limites du champ de bataille. Dans certains cas, le paysage du champ de bataille ne conservera plus aucune intégrité ; par conséquent, certains champs de bataille n'auront pas de limite POTNR.

#### Évaluation de l'intégrité d'un champ de bataille
La mesure dans laquelle le développement de l'après-guerre a modifié et fragmenté le paysage historique du champ de bataille ou détruit les caractéristiques historiques et les panoramas est essentielle pour évaluer l'intégrité actuelle d'un champ de bataille. À noter lors de l'évaluation de l'intégrité :
- Les changements dans l'utilisation traditionnelle des terrains au fil du temps ne diminuent généralement pas l'intégrité du champ de bataille. Par exemple, les paysages qui étaient des terres agricoles pendant la bataille n'ont pas besoin d'être utilisés à des fins agricoles pour être admissibles à l'inscription dans le NRHP tant que les terres conservent leur caractère rural historique. De même, les changements naturels de la végétation - les bois qui poussent hors des champs agricoles historiques, par exemple - ne réduisent pas nécessairement l'intégrité du paysage.
- Un développement post-bataille est attendu ; Un changement léger ou modéré sur le champ de bataille ne peut diminuer sensiblement l'intégrité d'un champ de bataille. Un degré limité de développement résidentiel, commercial ou industriel est acceptable. Ces éléments « non contributifs » post-bataille sont souvent inclus dans les limites POTNR conformément aux lignes directrices du NRHP[6].
- Des changements importants dans l'utilisation des terrains depuis l'époque de la bataille diminuent l'intégrité du paysage du champ de bataille. Un important développement résidentiel, commercial et industriel ; l'installation de tour cellulaire et d'éoliennes ; et la construction de grandes routes sont des exemples courants de tels changements. Les paysages de champs de bataille avec ces types de changements sont généralement considérés comme ayant peu ou pas d'intégrité et seront exclus de la limite POTNR.

Le concept d'intégrité dans l'intention de dessiner les limites POTNR est défini dans (en) « NRHP Bulletin 40 » : recommandation pour l'identification, l'évaluation et l'enregistrement en tant que champd de bataille historique américain (section VII - évaluation de l'intégrité).